# يوجينيو غارزا سادا
يوجينيو غارزا سادا (بالإسبانية: Eugenio Garza Sada) هو شخصية أعمال مكسيكي، ولد في 11 يناير 1892 في المكسيك، وتوفي في 17 سبتمبر 1973 في مونتيري في المكسيك.